# Theo Bleckmann

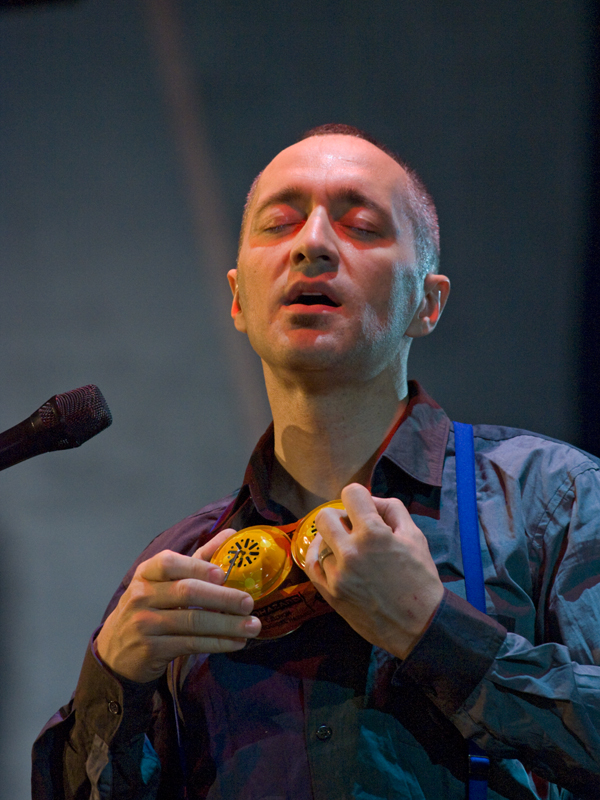
Theo Bleckmann, Moers Festival 2008

Theo Bleckmann (* 28. Mai 1966 in Dortmund als Theodor Raoul Bleckmann) ist ein deutscher Jazzsänger und Komponist, der im Grenzbereich von Jazz, Neuer, elektronischer Musik und Performance arbeitet. Er wurde für den Grammy nominiert und mit dem ECHO Jazz der deutschen Phono Akademie ausgezeichnet.

## Leben und Wirken
Bleckmann war als Kind Gesangssolist (Sopran) in einem Kinderchor in seinem Heimatort Selm-Bork und wurde daneben an Piano und Gitarre ausgebildet. Mit 21 Jahren war er als erster Sänger im Bundesjugendjazzorchester tätig. 1989 siedelte er nach New York City über, nachdem er bei einem Workshop in Graz die Sängerin Sheila Jordan getroffen hatte, die eine einflussreiche Mentorin und musikalische Partnerin für ihn blieb. Er spielte in New York zunächst mit dem Komponisten und Pianisten Kirk Nurock, ab 1993 auch mit dem Quintett von Mark Dresser. Weiter arbeitete er mit  Laurie Anderson, Anthony Braxton, Steve Coleman, Dave Douglas, Philip Glass, Michael Tilson Thomas, John Zorn und Meredith Monk, deren Ensemble er angehört.
Regelmäßig tritt Bleckmann im Duo mit dem Perkussionisten John Hollenbeck auf; auch an seinen Ensembleaufnahmen A Blessing und Joys and Desires war dieser beteiligt. Weiterer Duopartner ist Ben Monder.
Im Auftrag des Whitney Museum of American Art komponierte Bleckmann ein Musikperformance-Stück nach Kenneth Goldsmith' Text Fidget. Mit dem Performancekünstler Lynn Book schuf er das Stück Mercuria, das von Museum of Contemporary Art in Chicago produziert wurde. Mit Valeria Vasilevski und dem Komponisten Eric Salzman schrieb er die Oper The True Last Words of Dutch Schultz, in der er den Gangster Dutch Schultz spielte.
Als Klangimprovisator arbeitete er für zahlreiche Film-, Fernseh- und Theaterproduktionen. So war er die Stimme der Aliens in Spielbergs Men in Black sowie in Star Trek: Envoy. Auch hat er Werke von David Lang und anderen Komponisten, u. a. gemeinsam mit dem Ensemble Bang on a Can interpretiert. Auch ist er Mitglied der Vokalgruppe MOSS mit Peter Eldridge, Kate McGarry, Lauren Kinhan und Luciana Souza, mit der er 2008 ein Album veröffentlichte. Für ihn haben Michael Gordon, Phil Kline, David Lang, Ikue Mori, Kirk Nurock und Julia Wolfe Kompositionen geschrieben.
Bleckmann ist Professor für Jazzgesang an der Manhattan School of Music und Assistenzprofessor an der New School, der New York University und dem Queens College, New York City.

## Preise und Auszeichnungen
Bleckmann wurde u. a. mit dem Bessie Award, dem Gershwin Award (für die Komposition Chorale #1 for Eight Voices) und Preisen der Arts International, des Franklin Furnace Fund for Performance Art und der New York Foundation for the Arts ausgezeichnet. Außerdem wurde er mit seinen Interpretationen der Lieder von Charles Ives für den Grammy Award 2010 in der Kategorie "Best Classical Crossover Album" nominiert. Für sein Album refuge trio wurde er 2010 mit dem ECHO Jazz als „Sänger des Jahres“ ausgezeichnet. Das New York Magazine wählte ihn in die "Cultural Elite" 2005 und 2006.

## Diskographische Hinweise
- Theo & Kirk mit Kirk Nurock, 1992
- Looking Glass River mit Jeff Hirshfield, Kirk Nurock, Mike Richmond, 1995
- No Boat mit Jim Black, Skúli Sverrisson, 1997
- Static Still mit John Hollenbeck, 1999
- Origami mit John Hollenbeck, Ben Monder, Matt Moran, Skúli Sverrisson, 2000
- Anteroom, Soloalbum, 2005
- Las Vegas Rhapsody mit Pierre Yves Dubois, Bodo Friedrich, Franz Leuenberger, Simon Lilly, Stefano Mariani, Martin Roos, 2005
- At Night mit Ben Monder Satoshi Takeishi, 2005
- Berlin – German Songs of Love and War, Peace and Exile mit Fumio Yasuda, Todd Reynolds, Courtney Orlando, Caleb Burhans, Wendy Sutter, 2007
- Twelve Songs by Charles Ives, mit Kneebody (Ben Wendel, Adam Benjamin, Shane Endsley, Kaveh Rastegar, Nate Wood), 2008
- Refuge Trio  mit Gary Versace, John Hollenbeck, 2008
- I Dwell in Possibility (Soloalbum) 2010
- Hello Earth! The Music of Kate Bush (Winter & Winter, 2011)
- Jazz Bigband Graz: Urban Folktales (ACT, 2012)
- Ambrose Akinmusire: The Imagined Savior Is Far Easier to Paint (Blue Note 2014)
- A Clear Midnight / Kurt Weill And America. Mit Julia Hülsmann Quartet, ECM, 2015
- Elegy ECM, 2017 (Vierteljahresliste (Preis der deutschen Schallplattenkritik))